# 康布
康布（法語：Cambes，法語發音：[kɑ̃b]）是法国吉伦特省的一个市镇，属于波尔多区。

## 地理
康布（44°43'56"N, 0°27'48"W）面积5.34 平方千米，位于法国新阿基坦大区吉倫特省，该省份为法国西南部沿海省份，是法國本土面积最大的省，北起滨海夏朗德省，西临大西洋，南至朗德省，东南接洛特-加龍省，东临多爾多涅省。
与康布接壤的市镇（或旧市镇、城区）包括：康布拉讷和梅纳克、伊勒圣乔治、博雷什、坎萨克、圣卡普赖德波尔多。

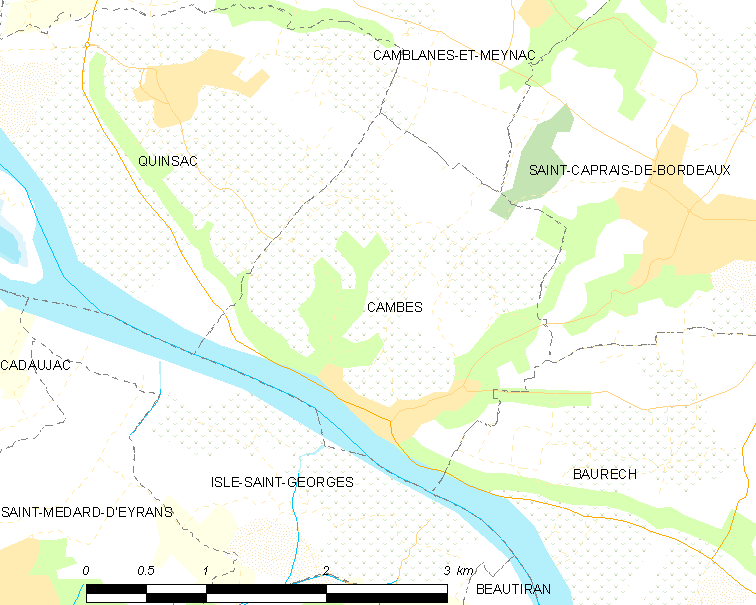
康布的OSM定位图

康布的时区为UTC+01:00、UTC+02:00（夏令时）。

## 行政
康布的邮政编码为33880，INSEE市镇编码为33084。

## 政治
康布所属的省级选区为克雷翁县。

## 人口

1962-2008年间康布人口变化图示

康布于2022年1月1日时的人口数量为1853人。